# Nanaguna nigridisca
Nanaguna nigridisca är en fjärilsart som beskrevs av George Francis Hampson 1891. Nanaguna nigridisca ingår i släktet Nanaguna och familjen trågspinnare. Inga underarter finns listade i Catalogue of Life.